# Erich Schmid (physicien)
Pour les articles homonymes, voir Schmid.
Ne doit pas être confondu avec Erich Schmid.
Erich Schmid (né le 4 mai 1896 à Bruck an der Mur; † 22 octobre 1983 à Vienne) est un physicien autrichien qui s'est illustré par ses contributions aux mécanismes de déformation plastique dans les cristaux.

## Biographie
Schmid étudie la physique et les mathématiques à l'université de Vienne, et soutient sa thèse en 1920 sous la direction de Felix Ehrenhaft. D'abord assistant du physicien Ludwig Flamm, il obtient en 1922 un poste de chercheur à l'Institut Kaiser-Wilhelm de chimie des fibres, avec un intermède (1924-1928) où il travaille pour le laboratoire de métallurgie de Metallgesellschaft AG à Francfort-sur-le-Main. En 1932, il se voit proposer la présidence de l'Institut de Physique de l'université de Fribourg en Suisse. De 1936 à 1946, il prend la direction du laboratoire de recherche de Metallgesellschaft, puis crée le laboratoire de recherche de „Vacuumschmelze AG“ à Hanau. En 1951, il accepte la chaire de métallurgie de l'Université de Vienne et conserve ce poste jusqu'à sa nomination au rang de professeur émérite en 1967.
La loi du cisaillement critique (en) porte son nom. Le traité de microplasticité qu'il publie en 1935 avec Walter Boas (en) (Kristallplastizität mit besonderer Berücksichtigung der Metalle) devient classique dans le monde germanophone. L’Académie autrichienne des sciences lui décerne le Prix Erwin Schrödinger en 1960 pour l'ensemble de son œuvre, et donne son nom à son Institut des Sciences des Matériaux. Il reçoit l'Ordre des sciences et des arts d'Autriche ; est élu membre de l'Académie Léopoldine (1965), puis membre correspondant de l'Académie des sciences de Saxe (1971), et fait docteur honoris causa de l'École des mines de Leoben et de l'université de technologie de Clausthal.
Une rue de sa ville natale, Bruck an der Mur, porte désormais son nom.